# オリヴィエ・ダアン
オリヴィエ・ダアン（Olivier Dahan、1967年6月26日 - ）は、フランスの映画監督、脚本家。

## 略歴
1967年（昭和42年）6月26日、フランス・ブーシュ＝デュ＝ローヌ県ラ・シオタに生まれる。
レコード会社に勤めたり、ミュージックビデオを制作するなどしていたが、1994年（平成6年）から映画製作に携わるようになる。
2007年（平成19年）の『エディット・ピアフ〜愛の讃歌〜』で、2008年（平成20年）のセザール賞などにノミネートされた。
彼が監督した『グレース・オブ・モナコ 公妃の切り札』が2014年に開催される第67回カンヌ国際映画祭のオープニング作品に選ばれた。

## 主なフィルモグラフィ
- Frères: La roulette rouge (1994)
- Déjà mort (1998)
- 『ROOM 13』 Chambre N°13 (1999／TVオムニバス・挿話監督)
エピソード8「呪いの初夜」 Mort au champ d'honneur
- 『プセの冒険 真紅の魔法靴』 Le Petit Poucet (2001)
- 『いつか、きっと』 La vie promise (2002)
- 『クリムゾン・リバー2 黙示録の天使たち』 Les rivières pourpres II - Les anges de l'apocalypse (2004)
- 『エディット・ピアフ〜愛の讃歌〜』 La môme  (2007)
- My Own Love Song (2009)
- Les seigneurs (2012)
- 『グレース・オブ・モナコ 公妃の切り札』Grace of Monaco (2014)